# Jose Theodore
José Nicholas Théodore (/ˈθiː.ədɔər/THEE-ə-dohr ou /ˈteɪ.ədɔr/TAY-ə-dor; Laval (Quebec), 13 de setembro de 1976) é um canadense jogador aposentado de hóquei no gelo. Atuando como goleiro, Theodore jogou por 16 temporadas na National Hockey League, tendo seu período mais bem-sucedido no seu primeiro clube, o Montreal Canadiens. Durante 8 anos nos Canadiens, Theodore recebeu o Troféu Vezina como melhor goleiro e o Troféu Memorial Hart como melhor jogador da temporada em 2002. Theodore depois jogou por Colorado Avalanche, Washington Capitals, Minnesota Wild e Florida Panthers, se aposentando em 2013.

## Carreira

### Temporada regular
| Temporada    | Time                  | Liga         | GP  | W   | L   | T/OTL | MIN    | GA   | SO | GAA  | G | A  | SV%  |
| ------------ | --------------------- | ------------ | --- | --- | --- | ----- | ------ | ---- | -- | ---- | - | -- | ---- |
| 1992–93      | St-Jean Lynx          | QMJHL        | 34  | 12  | 16  | 2     | 1776   | 112  | 0  | 3.78 | 0 | 0  | .876 |
| 1993–94      | St-Jean Lynx          | QMJHL        | 57  | 20  | 29  | 6     | 3225   | 194  | 0  | 3.61 | 0 | 0  | —    |
| 1994–95      | St-Jean Lynx          | QMJHL        | 15  | 5   | 8   | 1     | 900    | 194  | 0  | 4.80 | 0 | 0  | —    |
| 1994–95      | Hull Olympiques       | QMJHL        | 43  | 27  | 14  | 1     | 2448   | 121  | 5  | 2.97 | 0 | 0  | —    |
| 1995–96      | Hull Olympiques       | QMJHL        | 48  | 33  | 11  | 2     | 2807   | 158  | 0  | 3.38 | 0 | 8  | —    |
| 1995–96      | Montreal Canadiens    | NHL          | 1   | 0   | 0   | 0     | 9      | 1    | 0  | 6.67 | 0 | 0  | .500 |
| 1996–97      | Fredericton Canadiens | AHL          | 26  | 12  | 12  | 0     | 1469   | 87   | 0  | 3.55 | 0 | 1  | .902 |
| 1996–97      | Montreal Canadiens    | NHL          | 16  | 5   | 6   | 2     | 821    | 53   | 0  | 3.87 | 0 | 0  | .896 |
| 1997–98      | Fredericton Canadiens | AHL          | 53  | 20  | 23  | 8     | 3053   | 145  | 2  | 2.85 | 0 | 2  | .918 |
| 1998–99      | Montreal Canadiens    | NHL          | 18  | 4   | 12  | 0     | 913    | 50   | 1  | 3.29 | 0 | 0  | .877 |
| 1998–99      | Fredericton Canadiens | AHL          | 27  | 12  | 13  | 2     | 1609   | 77   | 2  | 2.87 | 0 | 1  | .917 |
| 1999–00      | Montreal Canadiens    | NHL          | 30  | 12  | 13  | 2     | 1655   | 58   | 5  | 2.10 | 0 | 0  | .919 |
| 2000–01      | Quebec Citadelles     | AHL          | 3   | 3   | 0   | 0     | 180    | 9    | 0  | 3.00 | 0 | 0  | .886 |
| 2000–01      | Montreal Canadiens    | NHL          | 59  | 20  | 29  | 5     | 3298   | 141  | 2  | 2.57 | 1 | 0  | .909 |
| 2001–02      | Montreal Canadiens    | NHL          | 67  | 30  | 24  | 10    | 3864   | 136  | 7  | 2.11 | 0 | 2  | .931 |
| 2002–03      | Montreal Canadiens    | NHL          | 57  | 20  | 31  | 6     | 3419   | 165  | 2  | 2.90 | 0 | 2  | .909 |
| 2003–04      | Montreal Canadiens    | NHL          | 67  | 33  | 28  | 5     | 3960   | 150  | 6  | 2.27 | 0 | 3  | .919 |
| 2004/05      | Djurgården            | SEL          | 17  | —   | —   | —     | 1024   | 42   | 0  | 2.46 | 0 | 0  | .916 |
| 2005–06      | Montreal Canadiens    | NHL          | 38  | 17  | 15  | 0     | 2114   | 122  | 0  | 3.46 | 0 | 1  | .889 |
| 2005–06      | Colorado Avalanche    | NHL          | 5   | 1   | 3   | 0     | 296    | 15   | 0  | 3.04 | 0 | 0  | .887 |
| 2006–07      | Colorado Avalanche    | NHL          | 33  | 13  | 15  | 0     | 1748   | 95   | 0  | 3.26 | 0 | 0  | .891 |
| 2007–08      | Colorado Avalanche    | NHL          | 53  | 28  | 21  | 0     | 3028   | 123  | 3  | 2.44 | 0 | 2  | .910 |
| 2007–08      | Lake Erie Monsters    | AHL          | 1   | 0   | 1   | 0     | 60     | 3    | 0  | 3.02 | 0 | 0  | .875 |
| 2008–09      | Washington Capitals   | NHL          | 57  | 32  | 17  | 5     | 3287   | 157  | 2  | 2.87 | 0 | 3  | .900 |
| 2009–10      | Washington Capitals   | NHL          | 47  | 30  | 7   | 7     | 2586   | 121  | 1  | 2.81 | 0 | 2  | .911 |
| 2010–11      | Minnesota Wild        | NHL          | 32  | 15  | 11  | 3     | 1793   | 81   | 1  | 2.71 | 0 | 0  | .916 |
| 2011–12      | Florida Panthers      | NHL          | 53  | 22  | 16  | 11    | 3049   | 125  | 3  | 2.46 | 0 | 0  | .917 |
| 2012–13      | Florida Panthers      | NHL          | 15  | 4   | 6   | 3     | 766    | 42   | 0  | 3.29 | 0 | 0  | .893 |
| NHL totals   | NHL totals            | NHL totals   | 648 | 286 | 254 | 88    | 36,606 | 1635 | 33 | 2.68 | 1 | 15 | .909 |
| AHL totals   | AHL totals            | AHL totals   | 110 | 47  | 49  | 10    | 6371   | 321  | 4  | 3.02 | 0 | 4  | .912 |
| QMJHL totals | QMJHL totals          | QMJHL totals | 197 | 97  | 78  | 12    | 11156  | 657  | 5  | 3.53 | 0 | 8  | —    |

### Playoffs
| Temporada    | Time                  | Liga         | GP | W  | L  | MIN  | GA  | SO | GAA  | SV%  |
| ------------ | --------------------- | ------------ | -- | -- | -- | ---- | --- | -- | ---- | ---- |
| 1992–93      | St-Jean Lynx          | QMJHL        | 3  | 0  | 2  | 175  | 11  | 0  | 3.77 | —    |
| 1993–94      | St-Jean Lynx          | QMJHL        | 5  | 1  | 4  | 296  | 18  | 0  | 3.65 | —    |
| 1994–95      | Fredericton Canadiens | AHL          | 1  | 0  | 1  | 60   | 3   | 0  | 3.00 | .897 |
| 1994–95      | Hull Olympiques       | QMJHL        | 21 | 15 | 6  | 1263 | 59  | 1  | 2.80 | —    |
| 1995–96      | Hull Olympiques       | QMJHL        | 5  | 2  | 3  | 299  | 20  | 0  | 4.01 | .889 |
| 1996–97      | Montreal Canadiens    | NHL          | 2  | 1  | 1  | 168  | 7   | 0  | 2.50 | .939 |
| 1997–98      | Fredericton Canadiens | AHL          | 4  | 1  | 3  | 237  | 100 | 0  | 3.29 | .901 |
| 1997–98      | Montreal Canadiens    | NHL          | 3  | 0  | 1  | 120  | 1   | 0  | 0.50 | .972 |
| 1998–99      | Fredericton Canadiens | AHL          | 13 | 2  | 5  | 693  | 35  | 1  | 3.03 | .926 |
| 2001–02      | Montreal Canadiens    | NHL          | 12 | 6  | 6  | 686  | 35  | 0  | 3.06 | .915 |
| 2003–04      | Montreal Canadiens    | NHL          | 11 | 4  | 7  | 678  | 27  | 1  | 2.39 | .919 |
| 2004–05      | Djurgården            | SEL          | 11 | —  | —  | 728  | 27  | 0  | 2.23 | .922 |
| 2005–06      | Colorado Avalanche    | NHL          | 9  | 4  | 5  | 573  | 29  | 0  | 3.03 | .902 |
| 2007–08      | Colorado Avalanche    | NHL          | 8  | 4  | 4  | 435  | 20  | 0  | 2.75 | .915 |
| 2008–09      | Washington Capitals   | NHL          | 2  | 0  | 1  | 97   | 6   | 0  | 3.71 | .818 |
| 2009–10      | Washington Capitals   | NHL          | 2  | 0  | 1  | 81   | 5   | 0  | 3.70 | .875 |
| 2011–12      | Florida Panthers      | NHL          | 5  | 2  | 2  | 268  | 11  | 1  | 2.46 | .919 |
| NHL totals   | NHL totals            | NHL totals   | 56 | 21 | 30 | 3185 | 148 | 2  | 2.79 | .912 |
| AHL totals   | AHL totals            | AHL totals   | 18 | 9  | 9  | 991  | 51  | 1  | 3.08 | .919 |
| QMJHL totals | QMJHL totals          | QMJHL totals | 34 | 18 | 15 | 2033 | 108 | 1  | 3.18 | —    |